# 张珊
张珊（1922年—2016年3月26日），安徽五河人。中华人民共和国政治人物。
1943年，考入省立安徽学院史地系，转入国立安徽大学历史系，1947年毕业，获文学士学位。中华人民共和国成立后，先后执教于蚌埠一中、蚌埠市教育局。1957年调安徽历史研究室。文化大革命期间被下放。1979年，在安徽大学历史系任教，1987年晋升为教授。2016年去世。